# Hadrogyps aigialeus
Hadrogyps aigialeus — викопний вид хижих птахів родини катартових (Cathartidae), що існував в міоцені в Північній Америці. Викопні рештки птаха знайдено у відкладеннях формації Sharktooth Hill в Каліфорнії.